# Равнище (квартал)
„Равнище“ е местност и малък квартал на град София, България, разположен в район „Овча купел“, на 8,0 километра западно от центъра на града.
Намира се между Околовръстния път и левия бряг на река Стубела и граничи с кварталите „Суходол“ на север и „Подлозище“ на югоизток, със Западния парк на изток и с невключени в квартали територии на югозапад.

## Улици и произход на имената им
| Път                | Наречен на                                                            | Местоположение |
| ------------------ | --------------------------------------------------------------------- | -------------- |
| „3-ти март“        | Ден на Освобождението на България от османско иго, национален празник | Карта          |
| „Околовръстен път“ | –                                                                     | Карта          |
| „Падина“           | ?                                                                     | Карта          |
| „Равнище“          | „Равнище“, квартал на София                                           | Карта          |
| „Смърдан“          | ?                                                                     | Карта          |
| „Траян Танев“      | ?                                                                     | Карта          |

## Други
На квартала е наречена улица в кварталите „Суходол“ и „Равнище“ в София (Карта).